# هیکاری ناکاشیما
هیکاری ناکاشیما (انگلیسی: Hikari Nagashima؛ زادهٔ ۲ دسامبر ۱۹۹۳) بازیکن فوتبال اهل ژاپن است.